# Elizabeth Rakoczy
Elizabeth P. Rakoczy (nacida Piroska E. Szepessy) es una médica oftalmóloga e investigadora húngara. Profesora de la Universidad de Australia Occidental, comenzó su carrera investigadora en el departamento de oftalmología del Lions Eye Institute. En 2017, Rakoczy fue galardonada con la Medalla Florey por su terapia de genes humanos en el tratamiento de la degeneración macular.

## Biografía
Rakoczy nació es Miskolc, Hungría. Trabajó en el Departamento de Oftalmología Molecular del Lions Eye Institute. Profesora de Oftalmología en la Universidad de Australia Occidental. Está casada y tiene dos hijos.

## Trayectoria
Rakoczy ha impulsado la terapia génica en el tratamiento de la degeneración macular, sobre el modelo desarrollado en animales. Su laboratorio ha comercializado las patentes 'Kimba' y 'Akimba', modelos de ratón para el estudio de la neovascularización retiniana avanzada. Fue pionera en la terapia génica o "biofábrica" para el tratamiento de la degeneración macular. En 2011 obtuvo licencia para un nuevo proyecto, Avalanche Biotechnologies Inc., más tarde llamado Adverum Biotechnologies Inc.
Rakoczy ha publicado más de 180 artículos científicos en revistas académicas y tiene varias patentes..

## Premios
Rakoczy obtuvo en 2017 la Medalla Florey por sus trabajos en el campo de la degeneración macular.